# Panhard & Levassor DS

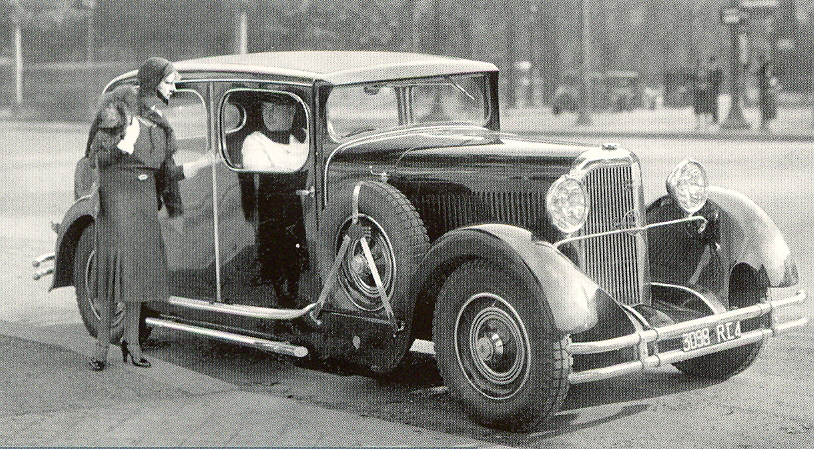
Panhard & Levassor 6DS Berline X66, construction spéciale de Million-Guiet; Licence de Viscaya (1930)

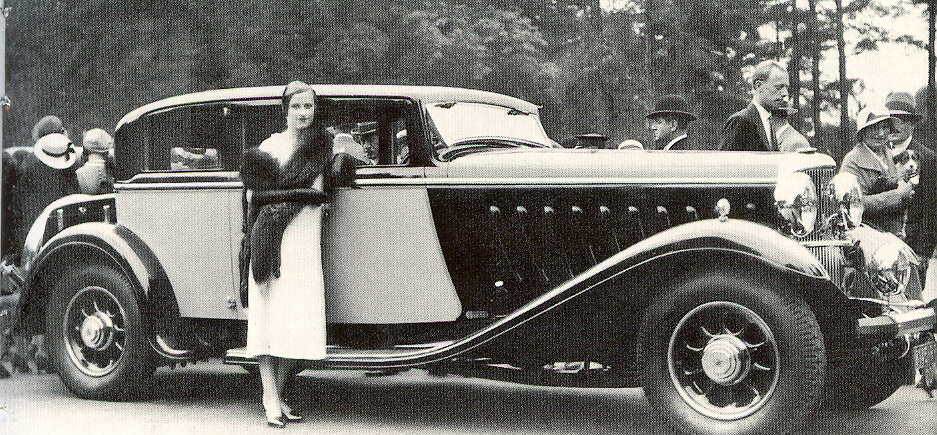
Panhard & Levassor 8DS Berline X67 de l'Empereur d'Annam (Vietnam) (1931)

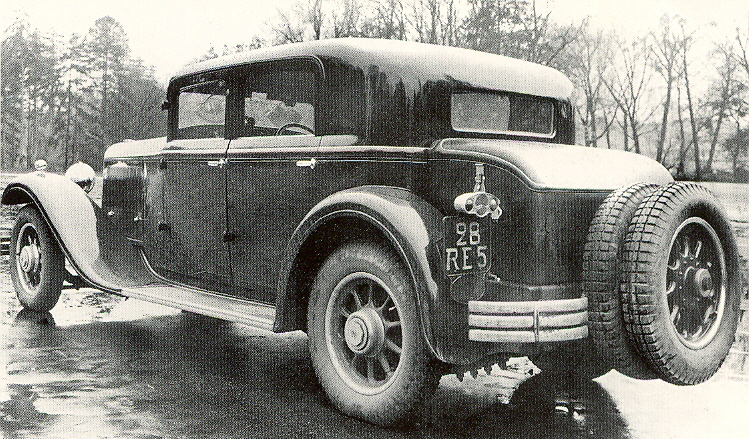
Panhard & Levassor 8DS Berline X67 (1930)

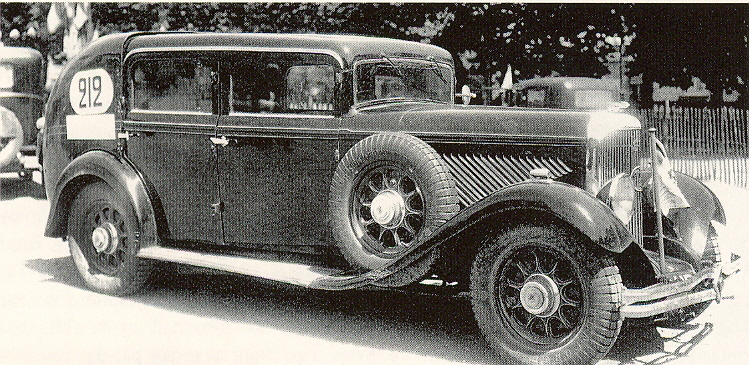
Panhard & Levassor DS Berline X75 Gazogène (Prototype de gazéification du bois, 1934)

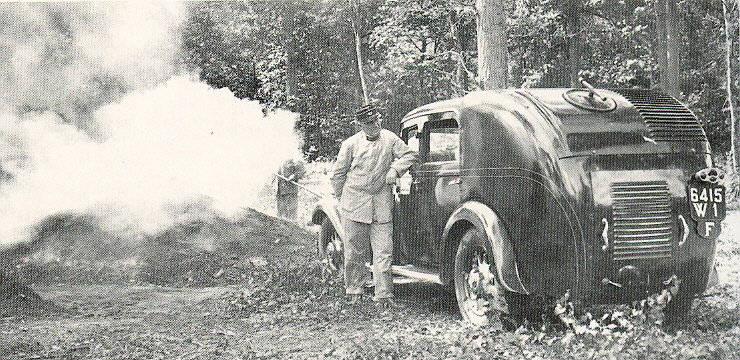
Panhard & Levassor DS Berline X75 Gazogène (Prototype de gazéification du bois, 1934)

La Panhard & Levassor DS est une voiture Berline de luxe, du constructeur français d'automobiles Panhard & Levassor, de 1929. La Lettre S signifie "surbaissé", le châssis est abaissé entre les axes.
Le premier modèle fabriqué des 6 DS avait un moteur 6 cylindres en ligne sans soupapes de 3.507 cm³ de cylindrée, la plaçant dans la catégorie des 19 CV. Il y avait une berline classique de 6 places avec un intérieur long, sans coffre à bagages et une berline 4 places à intérieur plus traditionnel avec à l'arrière une malle à bagages rapportée (Berline, photo en haut à droite), ainsi que divers Coupés et Cabriolets. En 1929, 4 exemplaires seulement furent construits, et au remplacement du modèle en 1932 on comptabilisa une production totale de 509 voitures.
Parallèlement à ce premier modèle, il y avait aussi en 1929 un prototype de 8 DS avec le moteur plus puissant de 8 cylindres en ligne de son prédécesseur, de 35 CV. Celui-ci avait 6.350 cm³ de cylindrée. L'année suivante, la production en série de la berline 6-places avait un moteur plus petit, de 5.084 cm³ de cylindrée (la 29 CV). À partir de 1935, la voiture s'est simplement appelée la 8 cylindres. Les deux versions de ce modèle haut de gamme ont été produits jusqu'en 1938, pour un total de 43 véhicules.
En 1932, la 6 DS est remplacée par la 6 DS RL dont le moteur fait 4.080 cm³ (23 CV) de cylindrée, RL signifiant roue libre. Les versions 6 places longues sont les 6 DS RL2. C'est en 1932 qu'un prototype avec la désignation  6 DS 23 CV a commencé la production en série. À partir de 1935, la voiture est simplement nommée DS. Comme son prédécesseur, elle est produite jusqu'en 1938, totalisant 509 exemplaires.
En 1934, la carrosserie est modifiée: la grande amélioration "Panoramique" propose un pare-brise en trois parties, les montants sont désormais équipés de vitres courbes et entourent le pare-brise plat principal, sans montant central. Ces véhicules sont équipés d'un nouveau moteur de 4.783 cm³ de cylindrée (27 CV). La voiture est nommée la 6 DS RL-N Spéciale. À partir de 1935, elle s'appelle simplement la DS Spéciale et est proposée jusqu'en 1937. 142 exemplaires seront construits.
Également en 1934, est née une DS Gazogène. Ce prototype est une berline 4 places évolution des véhicules commerciaux au Gaz cultivé. Le gaz de bois entraîne un moteur plus petit dans le modèle 6 CS, avec 2.861 cm³ de cylindrée (16 CV). En 1936, quatre prototypes supplémentaires sont construits selon le même schéma. Cette DS Gazogène 19 CV reçoit le moteur du modèle DS Spécial de 4.783 cm³ (contrairement à la désignation 27 CV).
À partir de 1937, la Panhard & Levassor Dynamic 160 remplace la série des DS.

## Sources
- (de) Cet article est partiellement ou en totalité issu de l’article de Wikipédia en allemand intitulé « Panhard & Levassor DS » (voir la liste des auteurs).
- Bernard Vermeylen: Panhard & Levassor entre tradition et modernité. Editions ETAI, Boulogne-Billancourt, 2005,  (ISBN 2-7268-9406-2).